# Almaz Ivanov
Pour les articles homonymes, voir Ivanov.

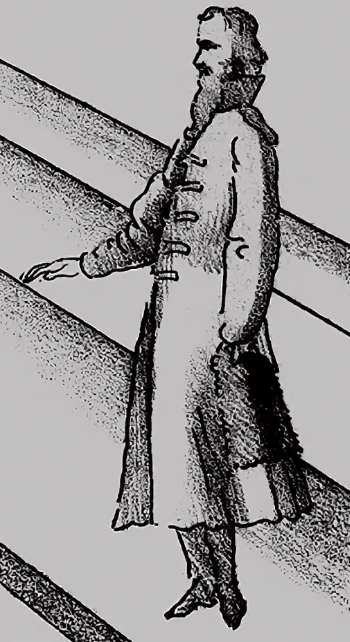
Erofey Ivanovich Ivanov

Almaz (Ierofeï) Ivanovitch Ivanov (en russe : Алмаз (Ерофей) Иванович Иванов) est un diplomate et homme politique russe décédé le 7 mai 1669.
Il fut Dyak (chef de service) de 1640 à 1646, Prikase Pechatny (gardien du sceau impérial) de 1653 à 1669), chef du Prikaze Posolsky (chef du Département de la diplomatie) de 1653 à 1667.

## Biographie
En 1646, Almaz Ivanovitch Ivanov fut admis au Prikase Posolsky, en 1653, nommé chef du Prikaze Posolsky, il demeura à ce poste jusqu'en 1667. Il occupa également les fonctions de Prikaze Pechatny (gardien du sceau impérial) de 1653 à 1669.
Almaz Ivanovitch Ivanov joua un rôle très important dans le gouvernement d'Alexis Ier de Russie. Il fut un habile diplomate parlant plusieurs langues. Au poste de ministre des Affaires étrangères il soutint la lutte de la Russie contre la Pologne et la cause des terres russes du sud et de l'ouest dans un État russe unifié. Désigné par le tsar comme membre de la mission diplomatique il se rendit en Suède et visita la Pologne à plusieurs reprises. En 1653, il introduisit une nouvelle charte des douanes afin d'unifier les droits douaniers.

## Sources